# 泰國村控股
泰國村控股有限公司，簡稱泰國村控股（英語：Thai Village Holdings Limited，SGX：596），在1989年，由李統國和李統順兄弟創立，專門在新加坡（3家直接經營）、中國內地（1999年運作，3家直接經營，以及10家加盟店）、越南（2家加盟店），以及印尼（1家加盟店）地區經營中式酒樓，主要品牌「泰國村酒樓」，以及「泰國村魚翅酒樓」。
總部位於Blk 1002 Tai Seng Ave #01-2536 Singapore 534409。而股份在2000年4月28日於新加坡交易所創業板（凱利板前身）上市，直至在2003年5月5日轉在主板上市。招股價為0.2坡元，發售股份為23,000,000股，集資額為4,600,000坡元。

## 連結
- ThaiVillageRestaurant.com.sg （页面存档备份，存于）